# St. Michael's Mount
St. Michael's Mount (česky: Hora svatého Michaela; kornsky: Karrek Loos yn Koos, což znamená "skála v lese") je přílivový ostrov v zátoce Mount's Bay v Cornwallu ve Spojeném království. Ostrov je obcí a je spojen s městem Marazion uměle vybudovanou hrází ze žulových kamenů, která je průchozí v době mezi odlivem a přílivem. Ostrov spravuje organizace National Trust a hrad a kaple jsou přibližně od roku 1650 domovem rodiny St Aubynů.
Historicky byla Hora svatého Michala cornwallskou obdobou Mont-Saint-Michel ve francouzské Normandii (s níž má stejné rysy přílivového ostrova a stejný kuželovitý tvar, i když je s rozlohou 23 ha mnohem menší než Mont St Michel, který má 100 ha), když ji Eduard III. Vyznavač v 11. století daroval benediktinskému řeholnímu řádu Mont Saint-Michel.
Hora svatého Michala je jedním ze 43 přílivových ostrovů, které nejsou překlenuty a na které lze dojít pěšky z britské pevniny. Část ostrova byla v roce 1995 kvůli své geologii vyhlášena lokalitou zvláštního vědeckého zájmu.

## Etymologie
Název v cornwallštině – doslova "šedá skála v lese" – může představovat lidovou vzpomínku na dobu před zatopením zátoky Mount's Bay a naznačovat popis hory zasazené do lesa. Zbytky stromů byly spatřeny při odlivu po bouři na pláži v Perranuthnoe.

## Prehistorie
Archeologické nálezy dokládají osídlení této oblasti v období neolitu (přibližně 4000 až 2500 let př. n. l.). Klíčovým nálezem byl křemenný hrot šípu ve tvaru listu, který byl nalezen v mělké jámě v dolní části východního svahu, která je dnes součástí moderních zahrad. Byly nalezeny i další kusy křemene a nejméně dva z nich by mohly být mezolitické (cca 8000 až 3500 let př. n. l.). Během mezolitu byla Británie stále připojena k pevninské Evropě prostřednictvím Doggerlandu. Archeoložka a prehistorička Caroline Maloneová poznamenala, že během pozdního mezolitu byly Britské ostrovy z evropského hlediska něčím jako "technologickým zapadákovem", který stále žil jako lovecko-sběračská společnost, zatímco většina jižní Evropy již přijala zemědělství a usedlý způsob života. V této době byla hora pravděpodobně oblastí suché půdy obklopenou bažinatým lesem. Případné neolitické nebo mezolitické tábory byly pravděpodobně zničeny pozdějšími rozsáhlými stavebními zásahy, ale lze předpokládat, že na hoře existoval buď sezónní, nebo krátkodobý tábor mezolitických lidí.
Žádný z dosud nalezených křemenců nelze pozitivně datovat do doby bronzové (cca 2500 až 800 př. n. l.), ačkoli případné vrcholové mohyly by byly s největší pravděpodobností zničeny při stavbě hradu. Radiokarbonové datování stanovilo potopení lískového lesa na dobu kolem roku 1700 př. n. l. O zásobě měděných zbraní, o nichž se kdysi předpokládalo, že se na hoře nacházejí, se nyní soudí, že byly nalezeny na nedalekém Marazionském močálu. Obranné kamenité valy na severovýchodních svazích pocházejí pravděpodobně z počátku 1. tisíciletí př. n. l. a jsou považovány za skalní hrad. Hora je jedním z několika kandidátů na ostrov Ictis, který je v Bibliotheca historica sicilsko-řeckého historika Diodora Sicilského, píšícího v 1. století př. n. l., popsán jako centrum obchodu s cínem.